# 엘리자베스 위트메어
엘리자베스 위트메어(Elizabeth Whitmere, 1981년 5월 8일 ~ )는 캐나다의 영화배우, 각본가이다.
티민스에서 태어났다.

## 영화
- 클라운 (2014년) - 데니스 역
- 이프 아이 워 유 (2012년) - 고네릴 역
- 어 프리비어스 인게이지먼트 (2008년) - 질 레이놀즈 역
- 더 왓치 (2008년)
- 나의 첫 결혼 (2006년) - 제니스 역
- 러브 인 클라우즈 (2004년)
- 머나먼 사랑 (2003년)
- 어벤던 (2002년)